# Рамо, Септимус
Септимус Рамо (фр. Septimus Rameau; 19 сентября 1826 — 15 апреля 1876) — гаитянский политический и государственный деятель, племянник Мишеля Доменга, президента Гаити с 1874 по 1876 год. Рамо был назначен во главе правительства Доменга с титулом вице-президента. Известный своим авторитаризмом и властным характером, он провел политику жёсткой экономии и репрессий против своих политических противников, что спровоцировало восстание, которое привело к свержению президента Доменга 15 апреля 1876 года и убийству Рамо.

## Биография

### Начало политической карьеры
В 1862 году он был избран депутатом при диктатуре Фабра Жеффрара, затем переизбран после принятия Конституции 1867 года, при политической поддержке своего дяди Мишеля Доменга он был назначен в министерство финансов 27 апреля 1871 года при президенте Ниссаже Саже.

### Вице-президент Гаити
Доменг, избранный 11 июня 1874 года был необразованным, в политическом плане, солдатом, и поэтому он назначил Рамо 10 сентября вице-президентом. Он становится настоящим фактическим главой государства, оставив пост президента своему дяде. Конституция, принятая 6 августа 1874 года, была подписана не президентом Доменгом, а его вице-президентом, после чего Рамо самолично правил страной. Также он начал политику жёсткой экономии в стране, чтобы выплатить долг Франции. Это решение вызвало рост бедности в стране.

### Свержение и убийство
Политические противники вице-президента Рамо выступили против этой политики жесткой экономии. Три лидера оппозиции: Пьер Теома Буарон-Каналь, Жорж Брис и Пьер Монплезир объединили свои силы против правительства. Чтобы заставить оппозицию замолчать, Рамо приказал убить генералов Бриса и Монплезира. Буарон-Каналь, которому также угрожали, укрылся в американском консульстве. Но это вызывает настоящее восстание против правительства. Рамо попытался восстановить порядок, но он был убит посреди улицы в Порт-о-Пренсе 15 апреля 1876 года, когда пытался укрыться во французском посольстве, спасаясь от повстанцев. Что касается президента Доменга, то он находит убежище в посольстве, но получает ранение в руку. Он написал заявление об отставке и отправился в изгнание на Ямайку.